# Machacón
Machacón è un comune spagnolo di 530 abitanti situato nella comunità autonoma di Castiglia e León.